# Trimastix
A Trimastix a Metamonada nemzetsége, a Trimastigida rend egyetlen ismert tagja. 4 bakterivor anaerob egysejtű faj tartozik ide. William Saville-Kent írta le 1881-ben. Kevés ismert faja van, és a nemzetség ökológiai szerepe nagyrészt ismeretlen. Azonban ismert, hogy általában tengeri környezetben él bomló élőlények szöveteiben, ahol anoxiás környezetet tart fenn. Nagyrészt a Preaxostyla más fajaival való közeli kapcsolat miatt vizsgálják. Nincs hagyományos mitokondriuma, így sok kapcsolódó kutatás a mitokondriumok fejlődésével kapcsolatos.
1 hasonló morfológiájú édesvízi ostoros is tartozott a nemzetségbe Trimastix pyriformis néven, de ez 2015-ben a Paratrimastix nemzetségbe került át.

## Genetika
2 különböző enzimje van, melyek a foszfoenol-piruvát és a piruvát közti átalakulást katalizálják a glikolízis utolsó részében. A glikolízisben szereplő enzimek mintegy fele különböző baktériumokból származó horizontális géntranszferrel alakult benne ki.

## Rendszertan
- Trimastigida Cavalier-Smith 2003
  - Trimastigidae Saville Kent 1880
    - Trimastix Saville Kent 1880
      - T. cionae (Parona Corrado 1886) Grassé 1952 [Elvirea cionae Parona Corrado 1886]
      - T. elaverinus Dumas 1930
      - T. inaequalis Bernard, Simpson et Patterson 2000
      - T. marina Kent 1880

Filogenetikai elemzések szerint a rovar-endoszimbionta fajokból álló Oxymonadida testvércsoportja.

## Történet
A Trimastixot először William Kent írta le 1881-ben, mikor bomló Fucus-fajból vett mintában megfigyelte. Szabadon úszó csupasz, ovális vagy körte alakú állatkákként írta le, membrános peremmel és 3 elülső ostorral. 1 előre- és 2 hátramutató ostort figyelt meg itt. Ebben megemlítette, hogy a Trimastix jól látható sejtmaggal és kontraktilis vakuólummal rendelkezik, de nincs jól látható sejtszája. Kent a Trimastixot önálló nemzetségként sorolta be a Dallingeria hasonlósága ellenére előbbi laterális széle miatt, mely a Dallingeriában nem ismert.
Később kimutatták, hogy a Kent által laterális peremként leírt sejtszervecske a 4. ostort tartalmazó sejtszáj. Ma a Trimastix morfológiája jobban ismert, például olyan, Kent által nem leírt jellemzők is, mint a mitokondrium hiánya. 2023-as kutatások szerint nem ismert, hogy e sejtszervecske képes adenozin-trifoszfát termelésére, azonban vannak általa fenntartott mitokondriális funkciók.

## Ökológia
Csak anaerob élőhelyen található, de számos, mitokondrium nélküli anaerob fajjal szemben nem parazita. Ehelyett ventrális sejtszájával baktériumokat fogyaszt. A parazitizmus vagy endoszimbiózis nélküli anoxia fenntartásához leggyakoribb holt és bomló tengeri élőlények szöveteiben.

## Morfológia
Széles nyújtott sejt elöl, hátrafelé vékonyodik. Hossza 20, szélessége 8 μm. 4 ostorral rendelkező kinetida található elülső végén, ebből 1 előre-, 2 hátramutat, a 4. ostor ventrális sejtszájban van. Sejtmagja elöl van, és körte alakú, benne nagy nukleólusz található.
A Trimastix nem rendelkezik hagyományos, aerob mitokondriumokkal, de annak maradványai megtalálhatók hidrogenoszómaként vagy mitoszómaként. Nincs bizonyíték arra, hogy ATP-t termel, de egyes, aminosav-anyagcserében, fehérjetranszportban és -érésben, valamint metabolittranszportban részt vevő fehérjék célpontja maradt, tehát e térrészekben egyes mitokondriális funkcióit fennmaradtak.